# Neurobasis australis
Neurobasis australis – gatunek ważki z rodziny świteziankowatych (Calopterygidae).